# کارکس نیکراکنز
کارکس نیکراکنز (نام علمی: Carex nigricans) نام یک گونه از سرده جگن است.